# Économie de Saint-Christophe-et-Niévès

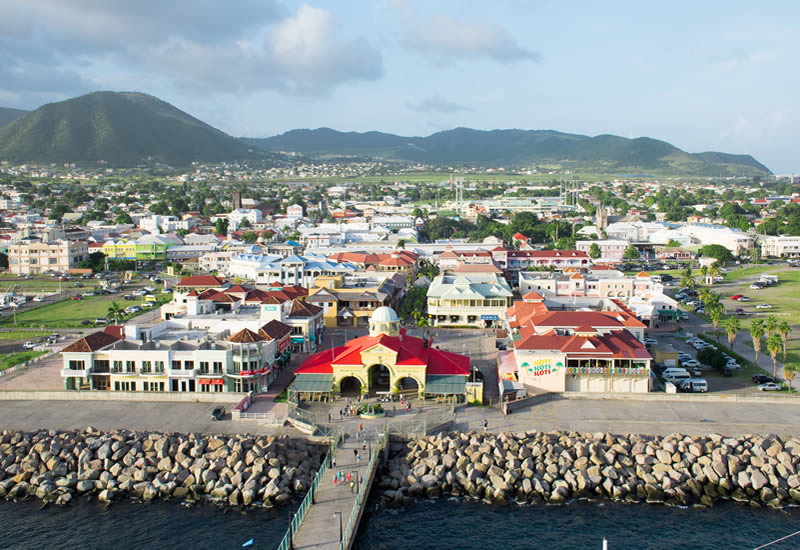
Port de Basseterre (capitale de Saint-Christophe-et-Niévès)

En 2004, le produit intérieur brut (PIB) de Saint-Christophe-et-Niévès est de 8 400 dollars US par habitant. La balance commerciale est déficitaire de −135M $. En 2005, le taux de croissance est de +4,9 %, le taux d’inflation de 2 %, la dette publique totale représentait 179,9 % du PIB. L’agriculture représente 3 % du PIB, l’industrie 28 % et les services 69 %.
La canne à sucre est la principale activité économique de Saint-Christophe-et-Niévès jusqu'aux années 1970. Fin septembre 1998, l'ouragan Georges cause environ 445 millions de dollars de dégâts et limite la croissance du PNB pour l'année.
Depuis l’économie s’est diversifiée dans les secteurs du tourisme, qui est la principale source de devises étrangères, les transports, l’agriculture non sucrière, la production manufacturière et de la construction. Le statut de paradis fiscal, avec l'incorporation de sociétés extraterritoriales (sociétés offshore) occupe une place très importante dans l’économie.
Les principaux partenaires commerciaux de Saint-Christophe-et-Niévès sont les États-Unis, le Portugal, l’Italie, Trinité-et-Tobago, le Royaume-Uni, le Danemark et le Canada.